# Зейбот, Яков Мартынович
Я́ков Марты́нович Зейбот (6 января 1855, Рига — 9 ноября (22 ноября) 1916) — российский астроном, кандидат математических наук (1879), статский советник (1900).

## Биография
Родился в Риге в январе 1855 года, в семье оптового торговца сельскохозяйственной продукцией Мартина Зейбота и его супруги Анны Зейбот (урожд. Eck). Окончил гимназию в Риге и поступил в Дерптский университет в 1874 году.
Изучал математику в Дерптском университете с 1874 по 1879 год.
Работал в Пулковской обсерватории, в Петербурге сначала в качестве вычислителя, адъюнкт-астронома, а затем штатного астронома с 1880 по 1916 год. Являлся одним из лучших знатоков звёздных каталогов на начало XX века. Изучал собственные движения звёзд. Занимался вычислениями орбит спутников Сатурна. В 1916 году опубликовал уточнённые координаты 8800 звёзд из звёздного каталога Шельерупа в зоне склонений от +15° до −15°.
Скончался 9 ноября 1916 года в Петрограде. Похоронен на Кладбище Пулковской обсерватории.